# إبراهيما توماس
إبراهيما توماس (بالفرنسية: Ibrahima Thomas)‏ (7 فبراير 1987 بداكار في السنغال - ) هو لاعب كرة سلة سنغالي في مركز الوسط. لعب مع Texas Legends ‏.

## وصلات خارجية
- إبراهيما توماس على موقع الاتحاد الدولي لكرة السلة (الإنجليزية)
- إبراهيما توماس على موقع كرة السلة الأوروبية.كوم (الإنجليزية)
- إبراهيما توماس على موقع كلية كرة السلة في سبورتس رفرنس.كوم (الإنجليزية)
- إبراهيما توماس على موقع ريلجم (الإنجليزية)
- إبراهيما توماس على موقع بروبوليرز (الإنجليزية)
- إبراهيما توماس على موقع سبورتس رفرنس (الإنجليزية)
- إبراهيما توماس على موقع سبورتس رفرنس (الإنجليزية)